# Хелльден, Давид
Давид Хелльден (швед. David Helldén; 17 января 1905, Боллебюгд — 17 ноября 1990) — шведский архитектор, в наибольшей мере получивший известность своими проектами по застройке стокгольмского Сити.

## Жизнь и творчество
В 1927 году Давид Хелльден оканчивает Высшую Королевскую техническую школу в Стокгольме. В 1929—1930 годах Хелльден продолжает своё образование в Высшей Королевской школе искусств (Kungliga Konsthögskolan Stockholm). В 1927—1935 годах он работает в фирме у известного архитектора Эрика Лаллерстедта, а затем открывает своё собственное архитектурное бюро. В 1933—1934 годах Хелльден, совместно с Эриком Лаллерстедтом и архитектором Сигурдом Леверентсем разрабатывают и осуществляет проект нового оперного театра в Мальмё.

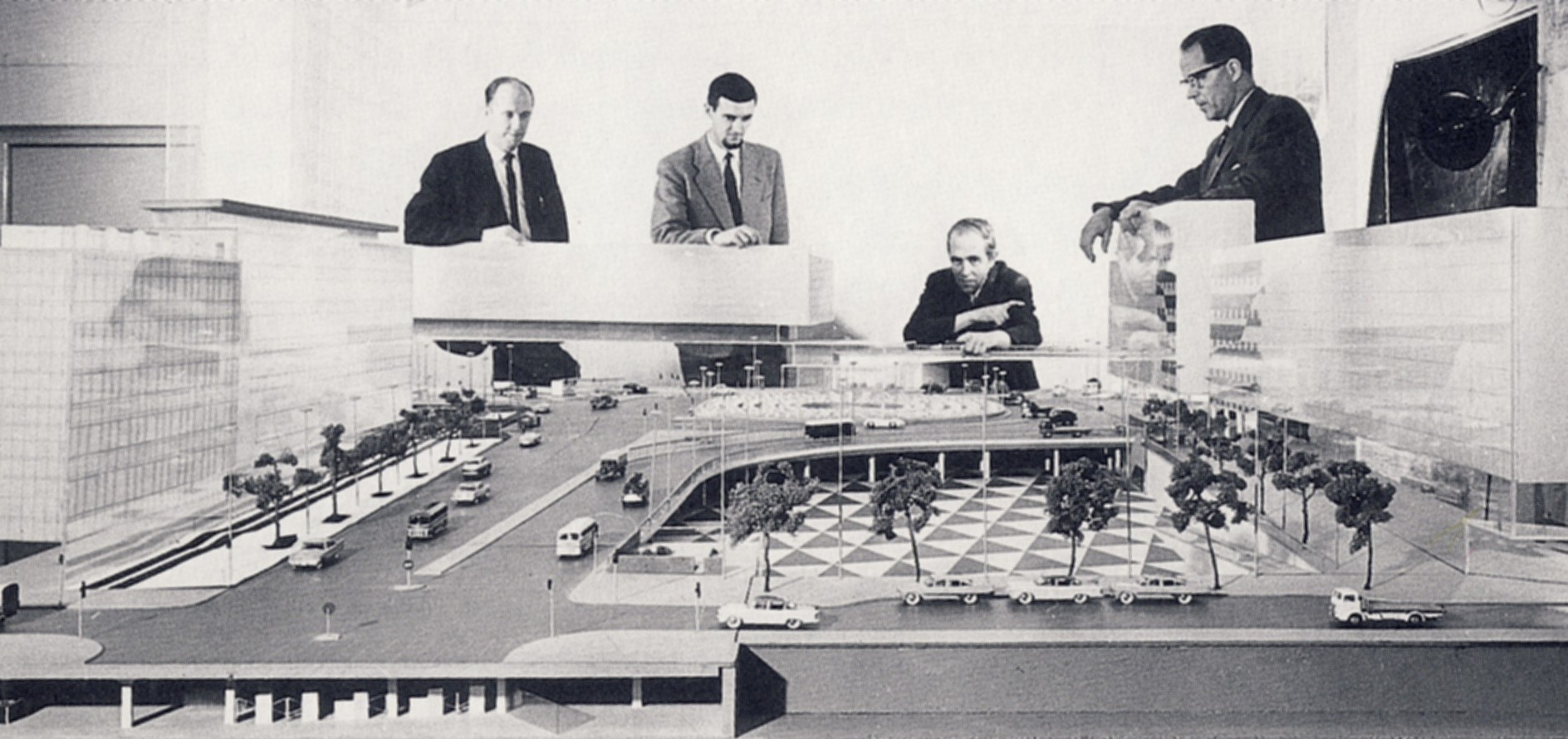
Давид Хелльден (сидит в центре), 1965-й год

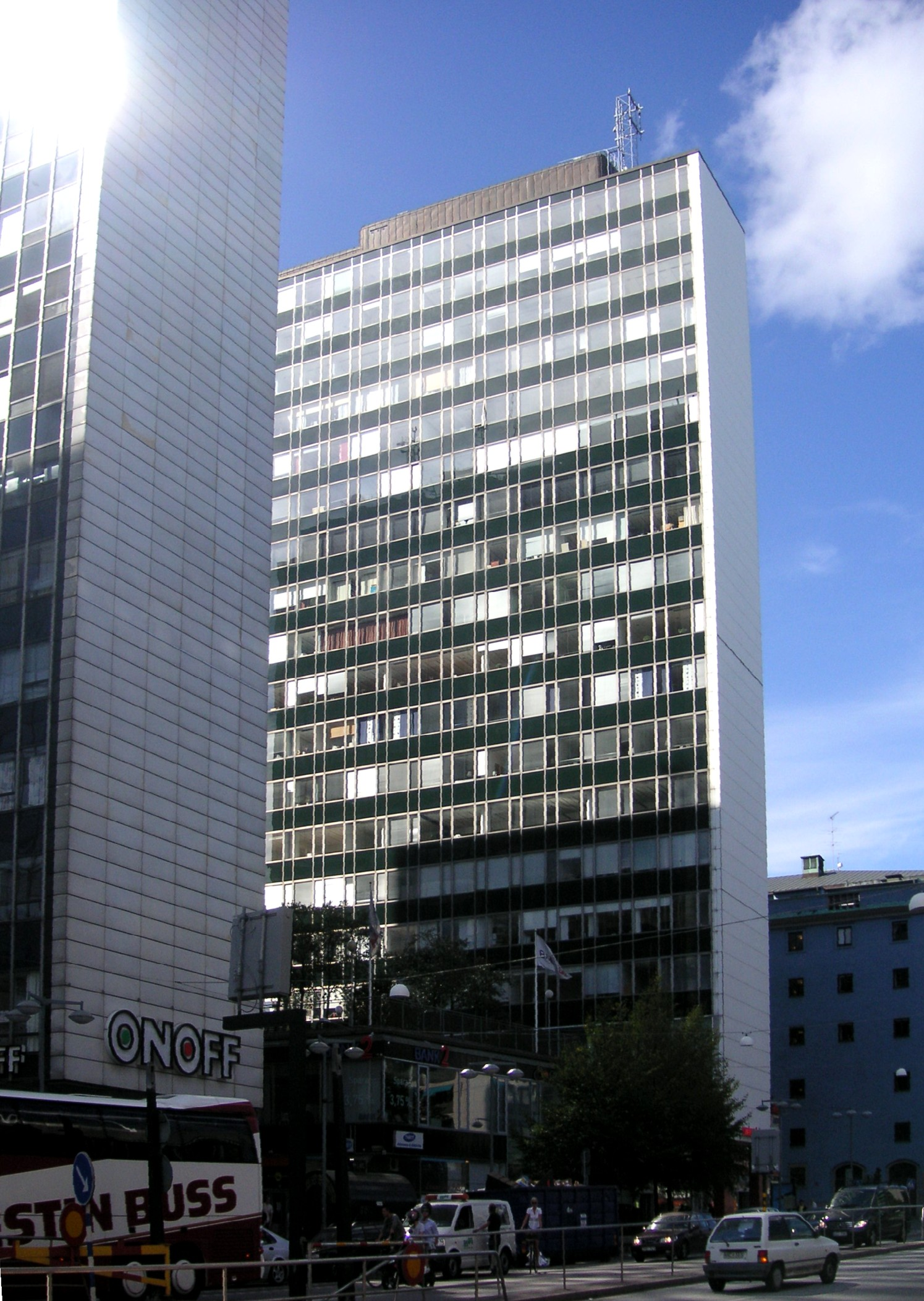
Высотный дом Хелльдена № 1 в Стокгольме

В 1946 году Давид Хелльден привлечён министерством строительства в Стокгольм для участия в работах по перепланировке центральной части шведской столицы. Новое стокгольмское Сити, план которого был утверждён в 1952 году, включал в себя создание пяти высотных домов (доминант), расположенных севернее Сергельсторга. Высотный дом Хелльдена № 1 был первым, с которого начали их строительство; это здание было закончено в 1960 году. Давиду Хелльдену принадлежит также авторство построенного там же торгового центра Hötorgshallen, Сергель-театра (1955—1960), площади Сергельсторг и других.